# Recode
Recode (zuvor Re/code) ist ein amerikanischer Technikblog, das über amerikanische Technologieunternehmen (vor allem aus dem Silicon Valley) berichtet. Recode veranstaltet jährliche Konferenzen, die bedeutendste ist die im Mai stattfindende Code Conference. Recode wurde durch die beiden Technik-Journalisten Walter Mossberg und Kara Swisher im Januar 2014 gegründet. Seit Mai 2015 ist Recode ein Tochterunternehmen von Vox Media.

## Geschichte

Altes Re/code-Logo

Im September 2013 verließen die beiden Technik-Journalisten Walter Mossberg und Kara Swisher die von ihnen gegründete Website AllThingsD, eine Tochtergesellschaft von der Dow Jones & Company. Mossberg kündigte des Weiteren seine Stelle als Journalist einer wöchentlichen Technikkolumne beim Wall Street Journal am Ende desselben Jahres. Kurz darauf gründeten die beiden Kollegen am 2. Januar 2014 Re/code, eine unabhängige Website mit journalistischen Artikeln und Blogs zur Technologiesparte. Das Investitionsvolumen wurde auf 10–15 Millionen US-Dollar geschätzt, neben Mossberg und Swisher selbst beteiligten sich unter anderem NBCUniversal und die führenden Redakteure von Re/code mit Investitionen. Der geschätzte Marktwert betrug zum Gründungszeitpunkt 28 Millionen US-Dollar. Re/code begann mit 23 Mitarbeitern, darunter alle Mitarbeiter von AllThingsD wie Peter Kafka und Lauren Goode.
Neben der Website veranstaltet Recode in der Tradition von AllThingsD Konferenzen. Die Hauptveranstaltung ist die Code Conference, die jedes Jahr im Mai in Dana Point stattfindet. Weitere regelmäßige Konferenzen sind Peter Kafkas Code Media über digitale Medien jeweils im Februar und Jason del Reys Code Commerce über elektronischen Handel im September. Hinzu kommen andere Veranstaltungen, beispielsweise im Rahmen von South by Southwest.
Re/code erfuhr Wertschätzung für seine journalistische Arbeit, erreichte aber mit etwa 2,5 Millionen Besuchern der Website nicht den erwarteten Beliebtheitsgrad. Obwohl die Geldgeber zu weiteren Investitionen bereit gewesen wären, entschieden sich Mossberg und Swisher im Mai 2015, Re/code vollständig an Vox Media für etwa 15–20 Millionen US-Dollar zu verkaufen; zu diesem Zeitpunkt hatte Re/code 44 Mitarbeiter und erwartete einen Gewinn von 12 Millionen US-Dollar im laufenden Geschäftsjahr, der vor allem auf die erfolgreichen Konferenzen zurückzuführen war. Durch den Verkauf an Vox Media versprachen sich Mossberg und Swisher einen breiteren Bekanntheitsgrad, da die anderen Tochterseiten von Vox Media, darunter die Technologiewebsite The Verge, großen Erfolg hatten. Um Überlappungen mit The Verge zu vermeiden, konzentrierte sich Re/code nun seine Berichterstattung auf die Technologiebranche und publizierte Produktrezensionen zur Gebrauchs- und Unterhaltungselektronik nicht mehr oder nur mehr in Kooperation mit The Verge. In diesem Zuge dieser Entwicklung arbeiteten Walter Mossberg und Lauren Goode von nun an hauptsächlich bei The Verge.
Am 8. Mai 2016 änderte Re/code die Schreibweise seines Namens in Recode und änderte im Zuge des Wechsels auf Vox Medias Content-Management-System Chorus die Aufmachung der Website, zugleich wurde Dan Frommer als neuer Chefredakteur eingestellt. Im September 2017 kam die Website auf etwa 5,65 Millionen Besucher.

## Podcasts
Recode Decode
Seit dem 8. Juli 2015 veröffentlicht Kara Swisher in ihrem mindestens einmal wöchentlich erscheinenden Podcast Recode Decode Interviews zur Technologiewirtschaft mit Teilnehmern aus dieser Branche, der Politik oder der Kultur. Ihr erstes Interview führte Swisher mit Stewart Butterfield, dem Gründer von Slack, andere Interviewpartner waren Mark Zuckerberg, James Corden, Sheryl Sandberg, Jon Favreau, Ashton Kutcher und Nancy Pelosi.
Too Embarrassed to Ask
Gemeinsam mit Recode Decode wird der Podcast Too Embarrassed to Ask seit dem 8. Juli 2015 veröffentlicht, zunächst als Teil des Podcasts Recode Decode selbst, seit dem 1. August 2016 als eigenständiger Podcast. Als Moderatoren fungieren Lauren Goode und Kara Swisher, die gemeinsam mit je einem wechselnden Gast zunächst gemeinsam je ein Thema aus der Technologiebranche, der Gebrauchs- oder der Unterhaltungselektronik besprechen und in der zweiten Hälfte des Podcasts Zuhörerfragen beantworten, die entweder per E-Mail oder per Twitter unter dem Hashtag #TooEmbarrassed eingesendet werden können.
Recode Media
Am 17. Februar 2016 begann Peter Kafka mit der Veröffentlichung eines wöchentlichen Podcasts mit Interviews zu digitalen Medien. Zu seinen Interviewgästen zählten unter anderem Peter Gould, Jon Favreau, Michael Allen und Ken Burns. Mit dem Wechsel Kafkas zu Business Insider endete der Podcast Recode Media am 7. Dezember 2023.
Recode Replay
Der Recode-Replay-Podcast wird zur Veröffentlichung aller Interviews der verschiedenen Konferenzen von Recode benutzt.